# Anjou villages
L’anjou-villages est un vin rouge d'appellation d'origine contrôlée produit sur une partie du département de Maine-et-Loire et de façon plus restreinte dans les Deux-Sèvres. Cette appellation fait partie du vignoble de la vallée de la Loire.

## Histoire

### Période contemporaine
Ce vignoble a initialement été classé AOC par le décret du 14 novembre 1991.
Le décret initial est abrogé par celui du 19 octobre 2009 ; le cahier des charges de l'appellation est joint en annexe de ce dernier. Le cahier des charges de l'appellation a été modifié en janvier 2024.

## Situation géographique

### Géologie et orographie
Les sols de l'appellation sont essentiellement des sols développés sur schistes avec  recouvrement possible de formation graveleuse,.

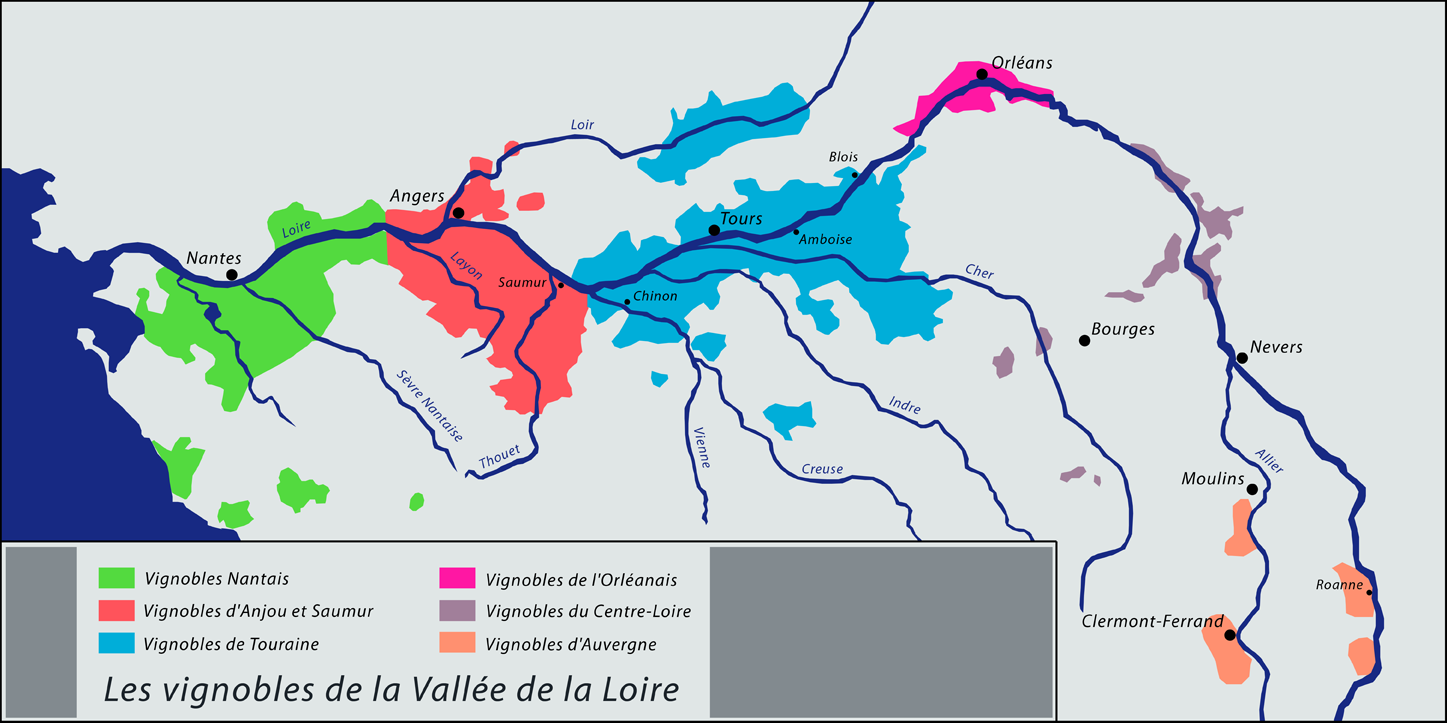
vignobles de la vallée de la Loire

### Climatologie
La région est située en zone tempérée, sous influence océanique. Ce climat se caractérise par des hivers doux et pluvieux, ainsi que par une faible amplitude thermique.
Pour la ville d'Angers, les relevés climatiques moyens sont :
| Mois                              | jan. | fév. | mars | avril | mai  | juin | jui. | août | sep. | oct. | nov. | déc. | année |
| --------------------------------- | ---- | ---- | ---- | ----- | ---- | ---- | ---- | ---- | ---- | ---- | ---- | ---- | ----- |
| Température minimale moyenne (°C) | 2,1  | 2,2  | 3,9  | 5,6   | 8,9  | 11,8 | 13,6 | 13,4 | 11,3 | 8,4  | 4,6  | 2,8  | 7,4   |
| Température maximale moyenne (°C) | 7,9  | 9,2  | 12,6 | 15,3  | 19   | 22,6 | 24,9 | 24,7 | 21,8 | 17   | 11,4 | 8,4  | 16,2  |
| Ensoleillement (h)                | 70   | 92   | 141  | 179   | 201  | 234  | 248  | 237  | 191  | 129  | 89   | 65   | 1 877 |
| Précipitations (mm)               | 62,1 | 50,8 | 51,7 | 44,6  | 54,4 | 41,2 | 43,8 | 44,9 | 52,2 | 59,6 | 64,5 | 63,4 | 633,4 |

## Vignoble

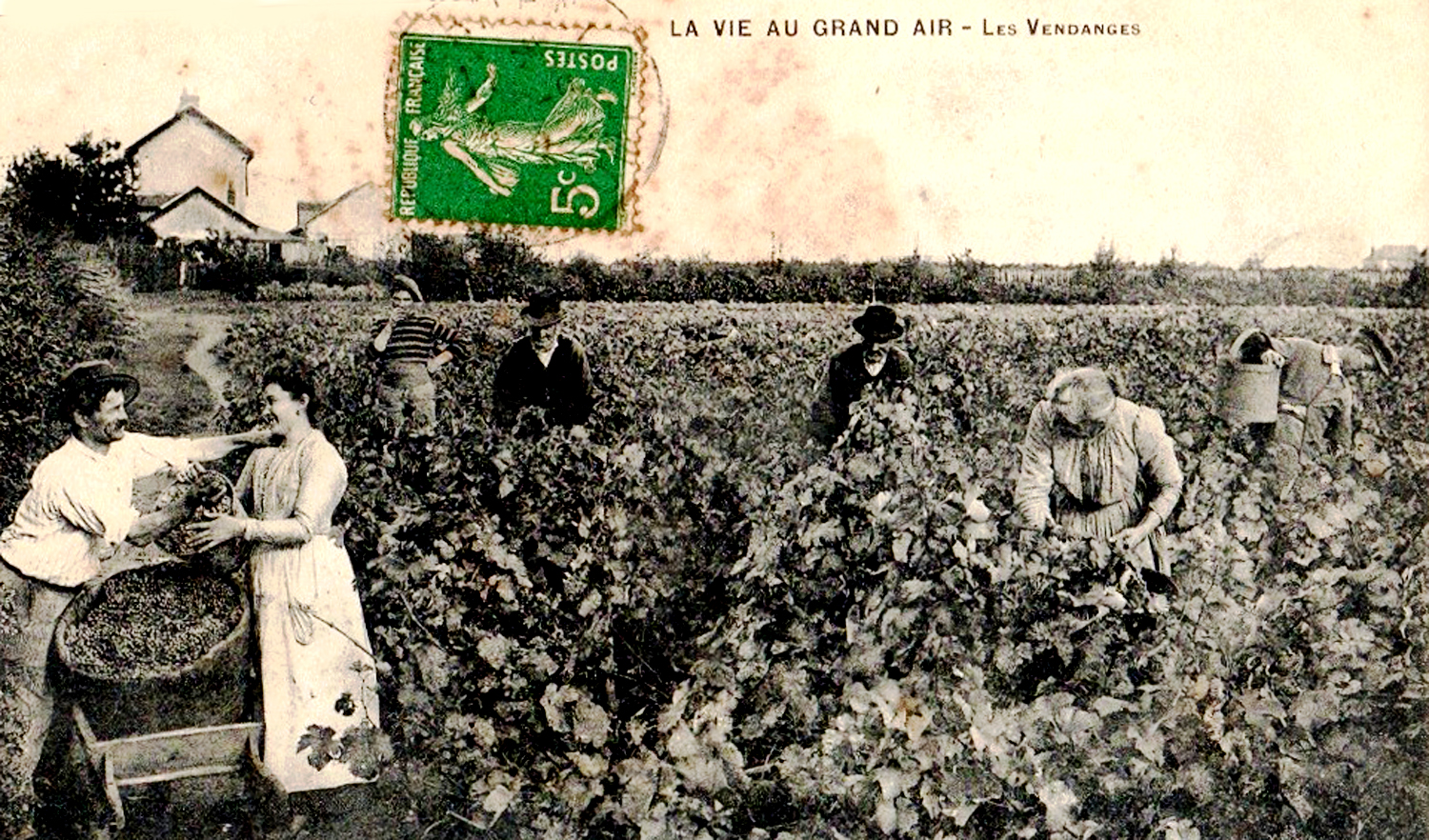
Les vendanges en Anjou

### Présentation
Le vignoble est situé au sud d'Angers. Il comprend 199 hectares, exploité exclusivement en vin rouge, et recouvre 43 communes du département de Maine-et-Loire ainsi que 3 communes du département des Deux-Sèvres (Bouillé-Loretz, Bouillé-Saint-Paul et Cersay). Le terroir de l'appellation correspond à une sélection de terrains retenus par l'AOC anjou. De plus, « seuls les sols sains précoces et bénéficiant d'une bonne exposition ont été retenus dans l'aire délimitée de l'AOC anjou-villages ».
Les noms des vins AOC anjou-villages peuvent également être suivi de l'indication géographique Val de Loire.

### Encépagement
Les seuls cépages autorisés pour l'appellation d'origine contrôlée anjou-villages sont le Cabernet-Franc et le Cabernet-Sauvignon. Contrairement à l'anjou rouge, aucun cépage accessoire n'est autorisé.

### Méthodes culturales
Réglementairement, les parcelles de vigne présentent une densité minimale de 4 000 pieds à l'hectare. Les plants doivent être espacés d'un mètre. Concernant la taille, le nombre d'yeux francs ne doit pas dépassé 12 yeux par cep (dont 8 sur le long bois).

### Rendements
Le cahier des charges de l'appellation fixe le rendement de base à 55 hectolitres à l'hectare. De plus, il est précisé «Le bénéfice de l'appellation d'origine contrôlée ne peut être accordé aux vins provenant de jeunes vignes qu'à partir de la deuxième année suivant celle au cours de laquelle la plantation a été réalisée en place avant le 31 juillet [...]».

### Titres alcoométriques volumique minimal et maximal
Le titre alcoolométrique volumique (anciennement appelé degré du vin)  maximal que doivent respecter les exploitants de cette appellation pour que leurs vins soient commercialisables est de 12,5%.

### Vinification et élevage

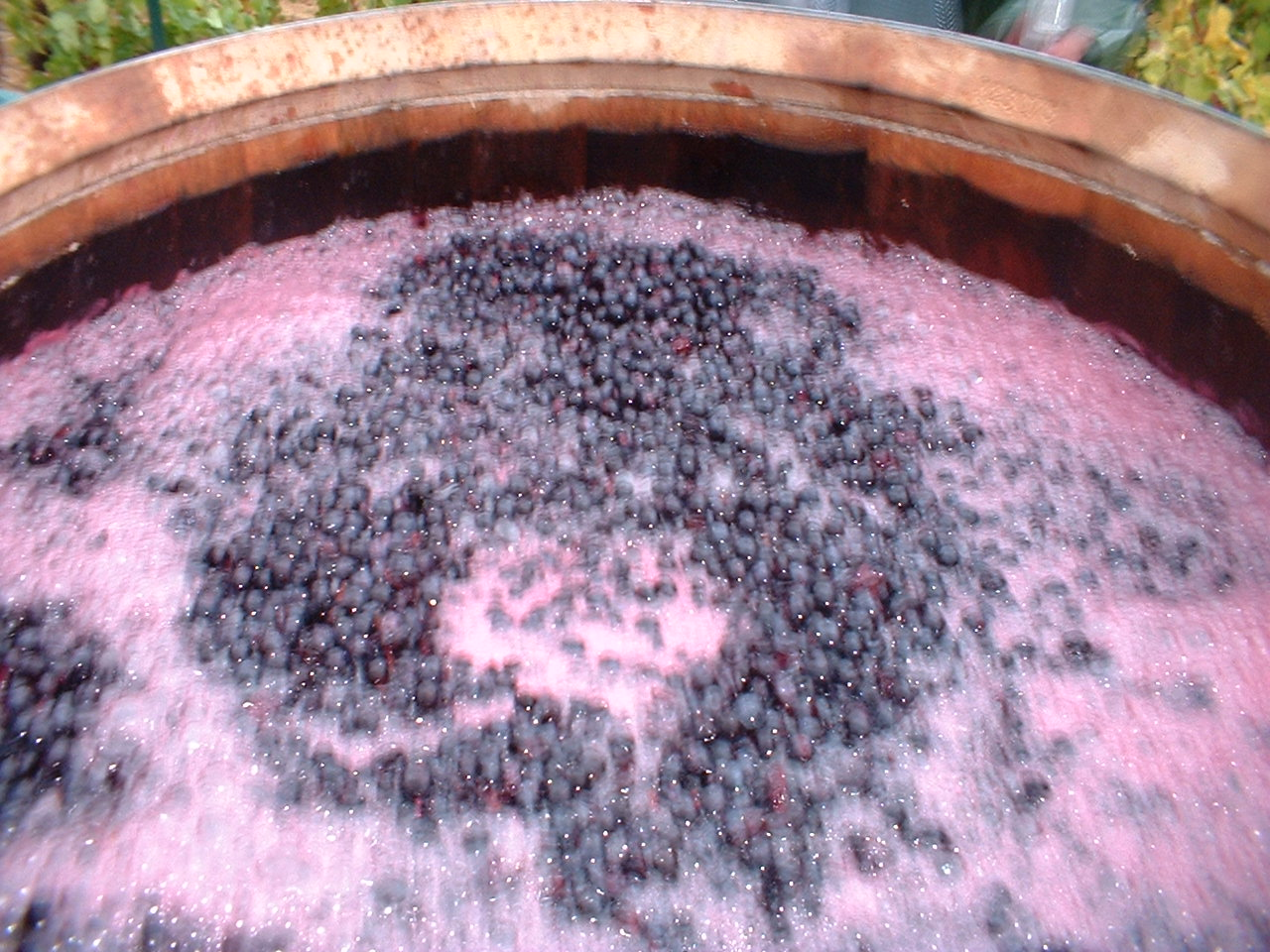
Fermentation après pigeage

La récolte des raisins se fait à maturité et de façon manuelle ou mécanique. La vendange manuelle est généralement éraflée puis mise en cuve. La fermentation alcoolique peut démarrer, le plus souvent après un levurage. Commence alors le travail d'extraction des polyphénols (tanins, anthocyanes) et autres éléments du raisin. L'extraction se faisait par pigeage. Plus couramment, l'extraction est conduite aussi par des remontages, opération qui consiste à pomper le jus depuis le bas de la cuve pour arroser le chapeau de marc et ainsi lessiver les composants qualitatifs du raisin. Les températures de fermentation alcoolique peuvent être plus ou moins élevées, avec une moyenne générale de 28 à 35 degrés au maximum de la fermentation. La chaptalisation est réalisée si le degré naturel est insuffisant : cette pratique est réglementée. À l'issue de la fermentation alcoolique suit l'opération de décuvage qui donne le vin de goutte et le vin de presse. La fermentation malolactique se déroule après mais est dépendante de la température. Le vin est soutiré et mis en fût ou cuve pour son élevage. L'élevage se poursuit pendant plusieurs mois, puis le vin est collé, filtré et mis en bouteilles.
Les vins, pour bénéficier de l'appellation d'origine contrôlée anjou-villages, font l'objet d'un élevage jusqu'au 15 juin de l'année suivant celle de la récolte. Ils peuvent être mis en marché dès l'issue de la période d'élevage (soit à partir du 15 juin de l'année suivant celle de la récolte).

### Terroir et vins
Les vins anjou-villages sont des vins rouges issus des cépages Cabernet-franc et Cabernet-Sauvignon. Ils peuvent être embouteillés dans une bouteille gravée « Anjou-Villages ».
Les vins d'anjou-villages sont d'un rouge profond. Les arômes sont complexes, de type fruits noirs et sous-bois. Ce sont des vins charpentés aux tanins soyeux, aptes au vieillissement. Ces vins peuvent se garder de 5 à 6 ans.

### Gastronomie
La température idéale de dégustation des anjou-villages se situe entre 16 °C et 17 °C.
Ils peuvent se déguster avec des grillades de porc, une blanquette de veau ou des rognons de veau.

### Économie
Cette appellation est exploitée par 136 viticulteurs dont 132 vinificateurs (avec 129 caves particulières, 2 caves coopératives et 1 négociant).